# Bohunove
Bohunove (ucraniano: Богунове) es una localidad del Raión de Ivanivka en el óblast de Odesa del sur de Ucrania. Según el censo de 2001, tiene una población de 788 habitantes.